# Heinz Flohe
Heinz Flohe, né le 28 janvier 1948 à Euskirchen et mort le 15 juin 2013 à Euskirchen, est un footballeur international allemand.

## Biographie
Heinz Flohe commence le football dans le club de sa ville natale, le TSV Euskirchen. Ses qualités de techniciens et d'attaquant le font remarquer, il est sélectionné dans l'équipe d'Allemagne junior en novembre 1965. Il marque son premier but pour cette sélection le 19 avril 1966 contre la Suisse. Pour la saison 1966-1967, le FC Cologne s'attache les services du jeune talent qui sera surnommé Flocke, il jouera 18 matchs dans sa première saison professionnelle et marquera deux buts. En mars 1967, il fait ses débuts avec l'équipe d'Allemagne de football de moins de 23 ans.
La saison suivante, Cologne remporte la Coupe d'Allemagne, le premier titre pour Flohe. En novembre 1970, il dispute son premier match avec l'équipe d'Allemagne, il rentre en jeu en remplaçant Günter Netzer dans un match contre la Grèce. Il marque son premier but international le 30 juin 1971, à Copenhague contre le Danemark (victoire 3 à 1).
De 1966 à 1979, Heinz Flohe disputera 329 matchs de Bundesliga pour le FC Cologne, lors de sa dernière saison il eût des problèmes de blessures puis lors d'un match sera expulsé du terrain, ce qui altéra l'entente avec son entraîneur Hennes Weisweiler qui le laissa ensuite sur le banc. En fin de saison 1978-1979, il quitte Cologne pour rejoindre le promu du TSV 1860 Munich. Avec Cologne il a remporté le championnat 1977-1978, et trois Coupes D'Allemagne.
Le 1er décembre 1979 lors d'un match des bavarois contre le MSV Duisbourg, Paul Steiner tacle sévèrement Heinz Flohe qui subira une fracture du tibia et du péroné, ce qui entraîne la fin de carrière du joueur. Cette fin de carrière brutale pèsera longtemps sur Flohe, il essaiera d'obtenir des dédommagements de la part du joueur adversaire, voir tentera une action en justice, mais les deux resteront sans résultats.
Au niveau international, il dispute 39 rencontres avec l'équipe d'Allemagne, entre 1970 et 1978, et marquera 8 buts, dont le 1000e but de la Mannschaft. Il participe aux Coupes du monde 1974 et 1978. En 1974, il est champion du monde, il participe à trois matchs, lors de la finale il sera sur le banc. En 1976, il sera vice-champion d'Europe, l'Allemagne perdant la finale au tirs au but, Flohe ayant réussi le sien.
Après sa carrière de joueur, Flohe sera entraineur assistant dans son club de cœur, le FC Cologne, en parallèle il entraine également le club de sa ville natale, le TSV Euskirchen et le TuS Olympia Ülpenich. Il siègera ensuite au TSV Euskirchen et aidera son fils lors des entrainements du club.
En 1992, Flohe subira une première opération au cœur, puis une deuxième en 2004. Le 11 mai 2011, il a un malaise et sera dans un coma artificiel, dont il ne se réveillera jamais, jusqu'à sa mort, le 15 juin 2013, il sera dans un état végétatif.
Il est le premier champion du Monde de 1974 à disparaître.

## Autres
Heinz Flohe est le premier footballeur allemand à toucher une pension d'invalidité.
Le FC Cologne nomme son centre de formation école de football Heinz Flohe, devant la tribune Sud du RheinEnergieStadion est érigé en 2014 une statue en l'honneur de Heinz Flohe.
En 2015, sort un fim documentaire et un livre Heinz Flohe – Der mit dem Ball tanzte (de) (en français : Heinz Flohe - Celui qui dansait avec le ballon). Dans le documentaire Franz Beckenbauer dira de lui : « de son temps, un des meilleurs technicien au monde » et Günter Netzer dira : « Il était tellement bon, faisait des choses que personne de nous savait faire, même les meilleurs joueurs allemands ».

## Palmarès
- Vainqueur de la Coupe du monde 1974 avec l'équipe d'Allemagne
- Champion d'Allemagne en 1978 avec le FC Cologne
- Vice-champion d'Allemagne en 1973 avec le FC Cologne
- Vainqueur de la Coupe d'Allemagne en 1968, 1977 et 1978 avec le FC Cologne

## Publications à propos de Heinz Flohe
- (de) Karl-Heinz Mrazek, Heinz Flohe : Der Weg zur deutschen Meisterschaft, Minich, Copress-Verlag, 1978.
- (de) Frank Steffan, Heinz Flohe : Der mit dem Ball tanzte, Cologne, Edition Steffan Buch, 2015 (ISBN 978-3-923838-74-5).